# Hydrogen (Software)
Hydrogen ist ein virtueller Drumcomputer und -sequenzer für GNU/Linux. Es existieren inzwischen auch Versionen für Windows und macOS. Hydrogen bietet neben den für Schlagzeugsoftware üblichen Standardfunktionen einige weitere Funktionen wie vollständige Ansteuerung über MIDI und frei definierbare Samples. Samples können zu Bibliotheken zusammengefasst werden, die sich als Datei weitergeben lassen. Unter Linux ist Hydrogen kompatibel zum Soundserver JACK. Damit lässt sich Hydrogen auch mit anderen mit JACK verbundenen Anwendungen synchronisieren.
Entwickelt wird Hydrogen von Alessandro Cominu. Der Quellcode ist unter der GNU General Public License verfügbar. Die grafische Benutzerschnittstelle verwendet die Qt-Bibliothek.

## Konzept und Funktionsweise
In Hydrogen lassen sich in einem Matrix-Editor Schlagzeugnoten zu rhythmischen Figuren, so genannten Patterns, zusammensetzen. Die Länge dieser mit Takten vergleichbaren Figuren ist einstellbar, so lassen sich neben dem in der Popmusik üblichen 4-Viertel-Takt auch 3-Viertel- oder 5-Viertel-Taktfiguren komponieren. Die Patterns lassen sich in Endlosschleifen (Loops) abspielen oder in einem Songeditor zu festgelegten Abläufen zusammensetzen. Dabei lassen sich auch mehrere Patterns gleichzeitig abspielen. Die verwendeten Klänge lassen sich in einem Instrumenteditor definieren und ab Version 0.9.5 auch mit einem einfachen Werkzeug schneiden. Außerdem verfügt das Programm über einen Mixer, in dem sich auch Effekt-Plugins im LADSPA-Format einbinden lassen. Unter Linux lassen sich alle Mixerkanäle auch einzeln über den Audioserver JACK ausgeben.
Fertige Songs oder auch einzelne Patterns lassen sich direkt aus Hydrogen als Datei im Format .WAV exportieren.
Ab Version 0.9.5 bietet Hydrogen in seinem Matrix-Editor auch einen Piano-Roll Modus, in dem sich für die einzelnen Klangsamples auch Noten in verschiedenen Tonhöhen anlegen lassen. Damit lassen sich auch melodische Muster in Hydrogen komponieren, die Percussions-Samples oder auch Melodieinstrumente wie Bass- oder Orgelsounds ansteuern können.
Die aktuelle Version ist: 1.1
Es sind unterschiedliche packs mit Retrosounds älterer Drum-Boxen verfügbar, wie z. B. die einiger Yamaha-Schlagzeuge.